# Drobnołuszczak żółtooliwkowy

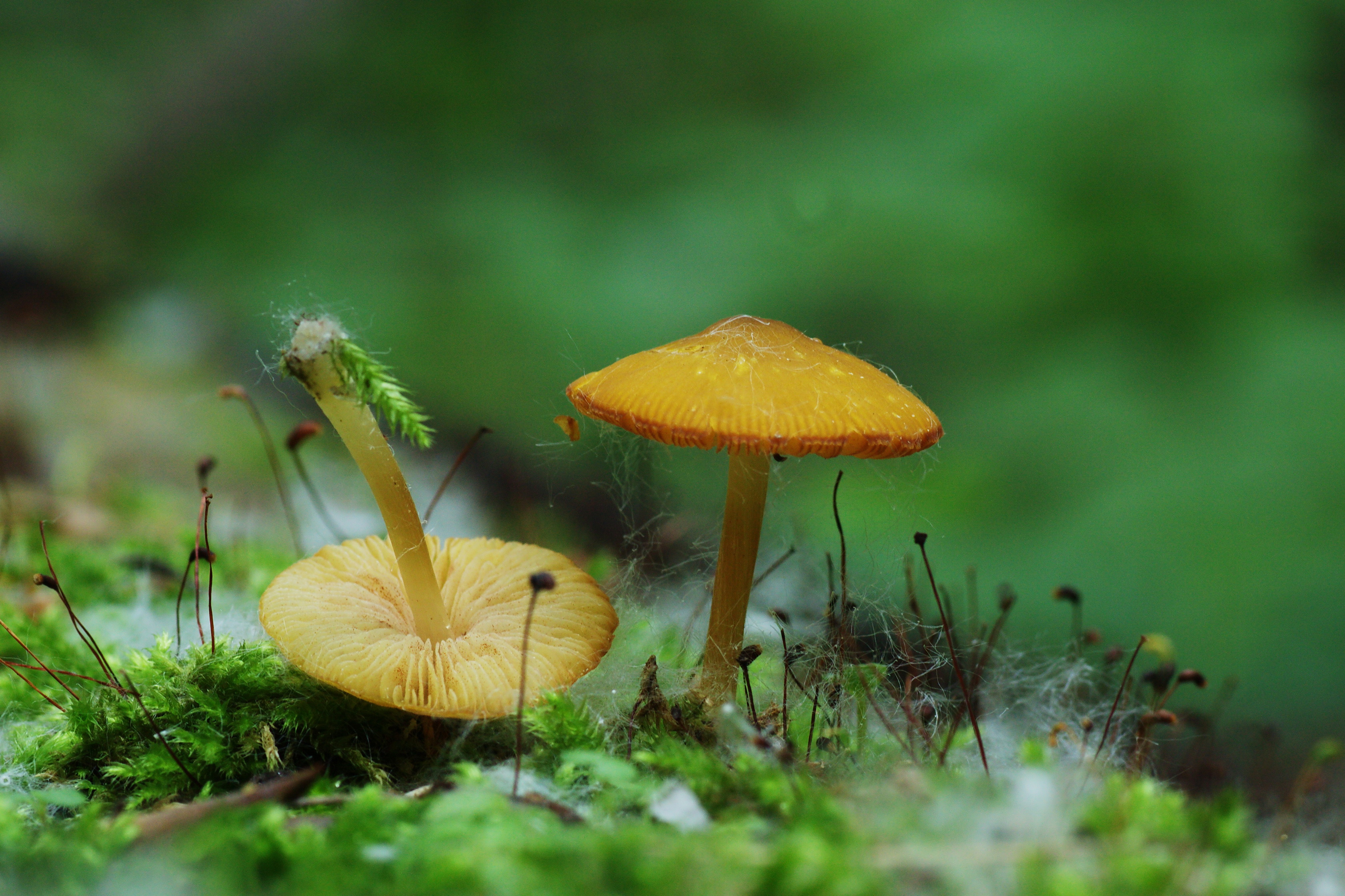

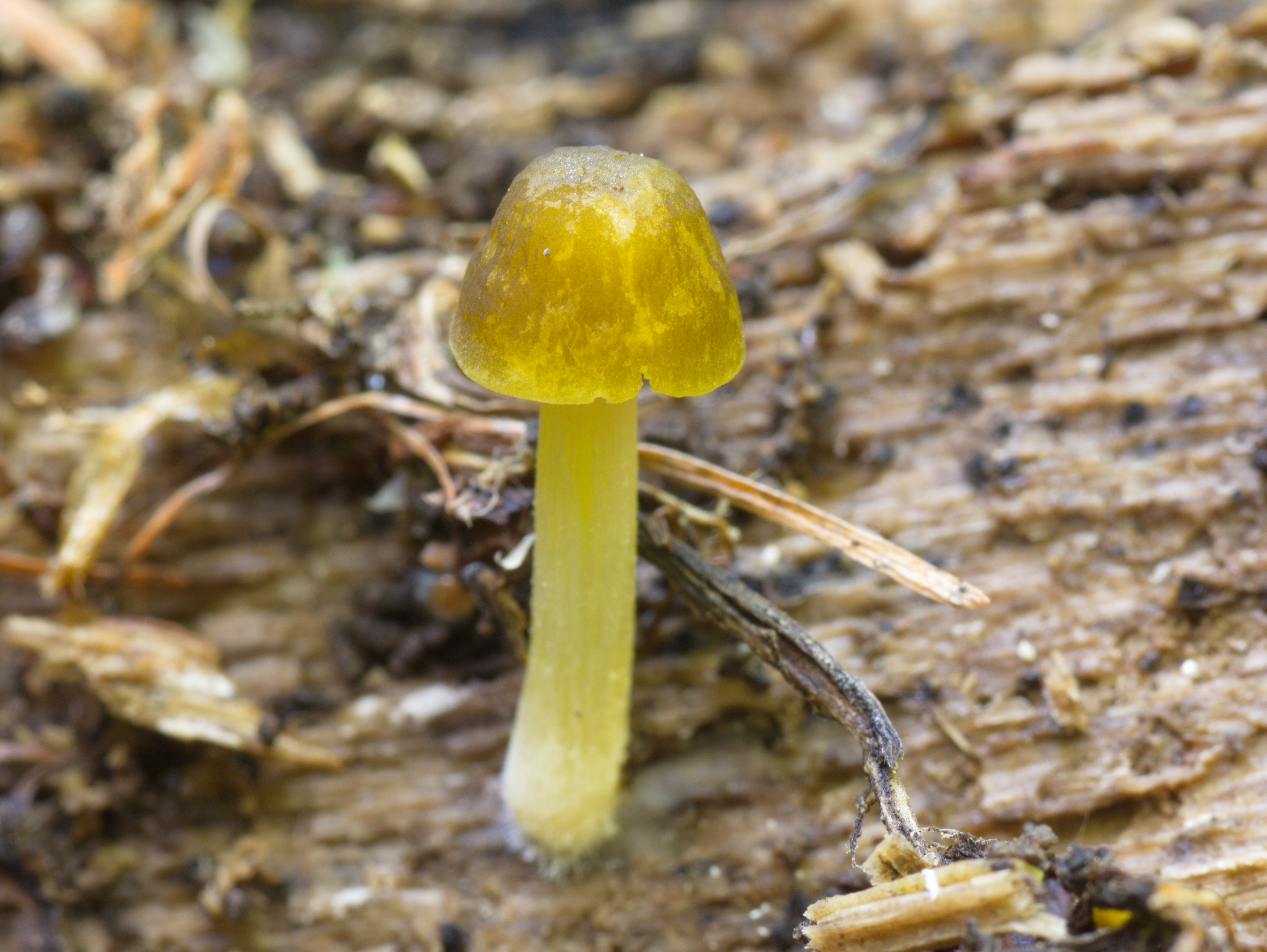

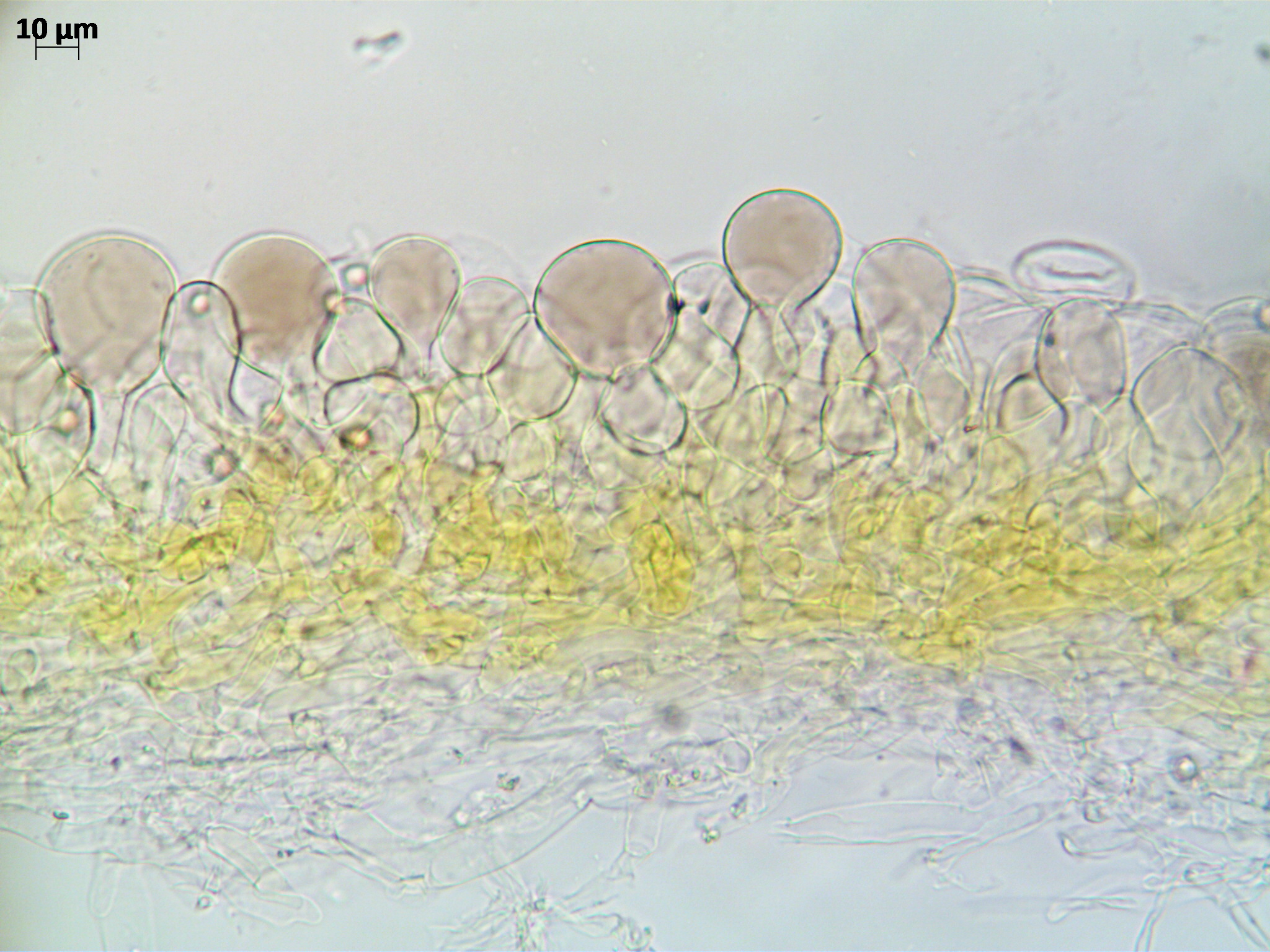

Drobnołuszczak żółtooliwkowy (Pluteus chrysophaeus (Schaeff.) Quél.) – gatunek grzybów należący do rodziny łuskowcowatych (Pluteaceae).

## Systematyka i nazewnictwo
Pozycja w klasyfikacji według Index Fungorum: Pluteus, Pluteaceae, Agaricales, Agaricomycetidae, Agaricomycetes, Agaricomycotina, Basidiomycota, Fungi.
Po raz pierwszy takson ten zdiagnozował w 1774 r. Jacob Christian Schaeffer nadając mu nazwę Agaricus chrysophaeus. Obecną, uznaną przez Index Fungorum nazwę nadał mu w 1896 r. Lucien Quélet przenosząc go do rodzaju Pluteus.
Ma 11 synonimów. Niektóre z nich:
- Pluteus galeroides P.D. Orton 1960
- Pluteus galeroides var. romagnesii Consiglio 2001
- Pluteus luteovirens Rea 1927
- Pluteus xanthophaeus P.D. Orton 1960

Franciszek Błoński w 1889 r. opisał ten gatunek pod nazwą rumieniak złotawy, Stanisław Domański w 1955 r, pod nazwą łuskowiec złotawy. Władysław Wojewoda w 2003 r. zaproponował nazwę drobnołuszczak żółtooliwkowy.

## Morfologia
Kapelusz
Średnica 1,5–4 cm, u młodych okazów stożkowaty, z wiekiem rozpościerający się, płaskowypukły, na koniec płaski. Powierzchnia gładka, o barwie żółtawobrązowej, żółtawoochrowej lub oliwkowożółtej, na środku ciemniejsza, podczas wysychania staje się pomarszczony i w kierunku brzegu żyłkowany, na środku jaśniejszy, poza tym żółty z odcieniem oliwkowym. Brzeg prążkowany co najwyżej do połowy średnicy.
Blaszki
Dość gęste, brzuchate, o szerokości do 5 mm, początkowo jasne, żótaworóżowawe, potem o barwie od różowej do żółtawopłowej. Ostrze biało kosmkowate.
Trzon
Wysokość 2,5–6 cm, grubość do 0,2–0,4 cm, walcowaty. Powierzchnia o barwie od jasnokremowej do płowej, gładka, błyszcząca. Wewnątrz jest włókienkowaty, przy podstawie z białą, filcowatą grzybnią.
Miąższ
Pod skórką szarożółtawy lub oliwkowoszary, w stanie wilgotnym szary, w stanie suchym biały. Zapach słaby i nieokreślony, smak gorzki.
Cechy mikroskopowe
Zarodniki 6–7 × 5–6 µm, o kształcie od maczugowatego do szerokoelipsoidalnego, szkliste. Cheilocystydy liczne, o kształcie od maczugowatego do workowatego, zwężone na szczycie i wymiarach (25–)50–60 × 10–17 µm. Pleurocystydy liczne, (35–)60–75 × 12–23 µm, wrzecionowate lub na trzoneczkach, bezbarwne lub z żółtawe. Skórka kapelusza zbudowana z podnoszących się strzępek o końcowych elementach kształtu maczugowatego lub kulistego na trzoneczkach i wymiarach 27–40 × 16–30 µm. Mają jasnobrązową zawartość. Głębiej położone strzępki w okolicy środka kapelusza również są żółtawo zabarwione.

## Występowanie
Występuje w Ameryce Północnej, Europie i Azji. W. Wojewoda w zestawieniu grzybów wielkoowocnikowych Polski w 2003 r. przytacza 8 jego stanowisk, ale część z nich bardzo dawnych. Gatunek ten w Polsce znajduje się na Czerwonej liście roślin i grzybów Polski. Ma status R – gatunek rzadki o ograniczonym zasięgu geograficznym, o małych obszarach siedliskowych, lub występujący na dużym obszarze, ale w rozproszeniu.
Grzyb saprotroficzny. Występuje w lasach liściastych na próchniejącym drewnie drzew liściastych, zwłaszcza buków i dębów. Czasem rozwija się na drewnie zagrzebanym w ziemi, pozornie sprawiając wrażenie, że rośnie na ziemi. Powoduje białą zgniliznę drewna.
Jest grzybem niejadalnym.

## Gatunki podobne
Dzięki charakterystycznej barwie kapelusza jest łatwo odróżnialny od innych, podobnych grzybów. Drobnołuszczak żółtonogi (Pluteus romellii) ma kapelusz oliwkowobrązowy z brązowym środkiem. Drobnołuszczak żółtawy (Pluteus leoninus) ma kapelusz charakterystycznie łuskowaty i aksamitny.